# Hafenkapitän

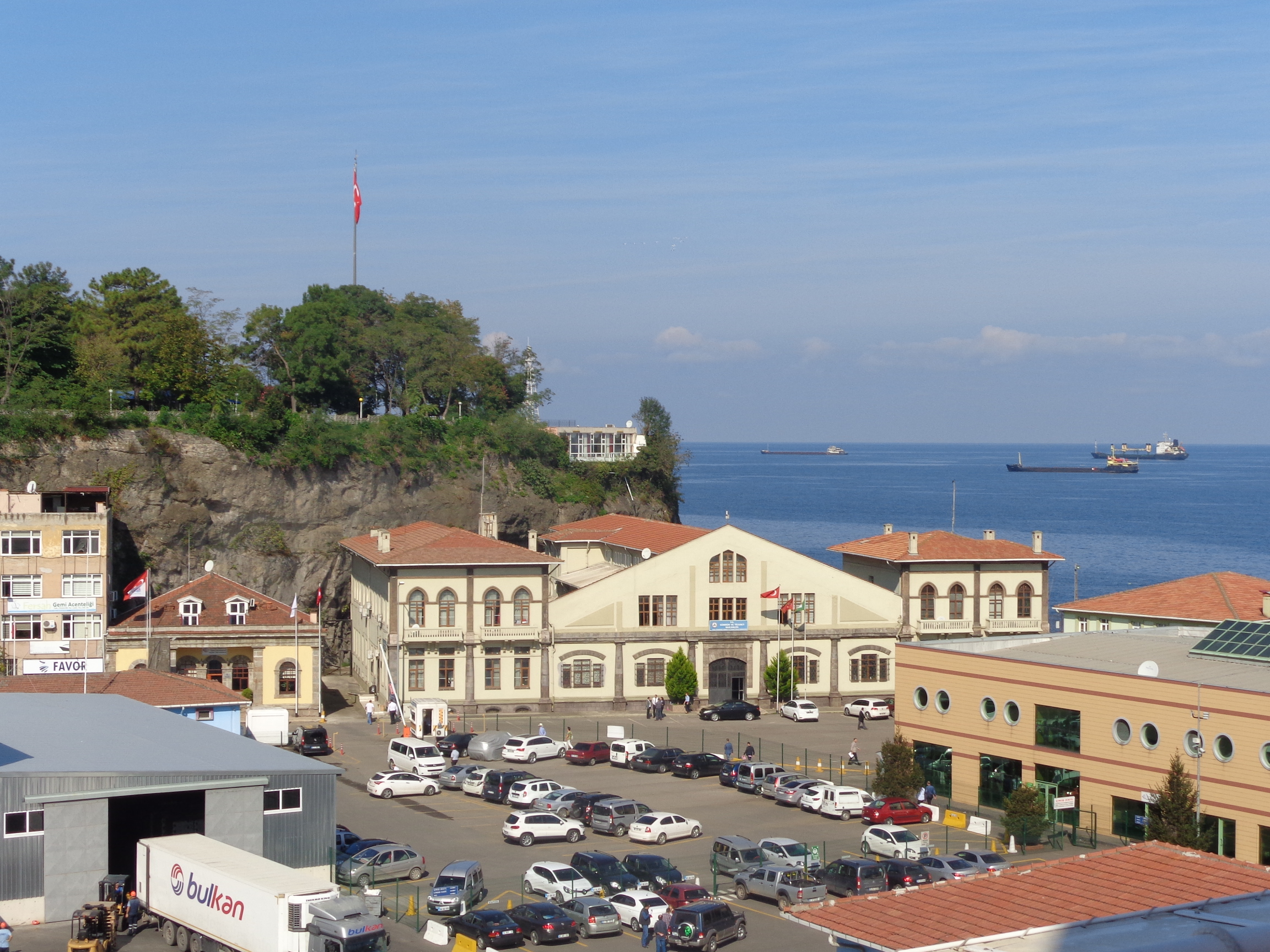
Gebäude des Hafenkapitäns in Trabzon

Ein Hafenkapitän ist eine Amtsperson, die in einem Hafen für Schiffsbewegungen, Sicherheit und nautische Verwaltung verantwortlich ist.

## Zivil
Hafenkapitäne kümmern sich um Liegeplatz, Landstromanschluss, Wasserversorgung, Abfallentsorgung und Altöl. Hafenkapitäne sind z. B. die Leiter des Hamburger Oberhafenamts und des Hansestadt Bremischen Hafenamts. Als Amtsbezeichnung wird der Begriff teilweise abgeschafft. Die englischsprachige Bezeichnung ist Harbourmaster oder Port Captain. Die zugehörige Behörde heißt Port Authority.

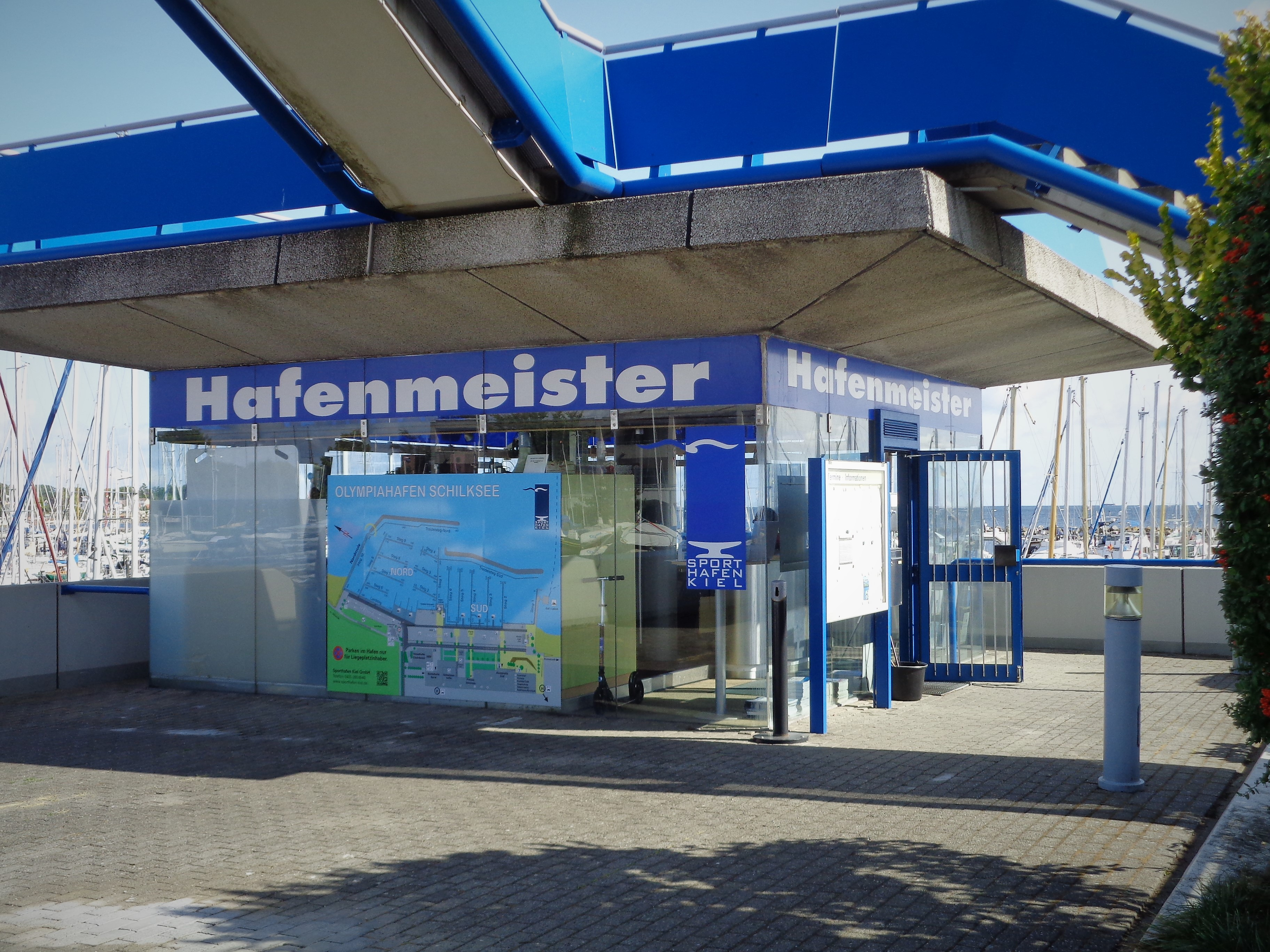
Büro des Hafenmeisters im Olympiazentrum Schilksee (2018)

In allen zivilen Yachthäfen (Vereinsanlagen oder Marinas) betreuen Hafenmeister die Anlagen und angemietete oder eigene Wasserflächen. Hoheitliche Aufgaben  werden aber auch dort nur durch Wasserschutzpolizei und Hafenkapitäne der Kommunen, der Länder und des Bundes wahrgenommen.

## Militär
Marinestützpunkte haben einen Marineoffizier als militärischen Hafenkapitän, der dem Standortältesten unterstellt ist. In früheren Bootshäfen für die Dienstsegelboote waren in den Stützpunkten Unteroffiziere mit Portepee zuständig. Sie unterstanden als „Leiter Bootshafen“ dem Hafenkapitän und wurden ebenfalls Hafenmeister genannt.